# Chinese Volleyball League 2002-2003 (maschile)
La Chinese Volleyball League 2002-2003 si è svolta dal 2002 al 2003: al torneo hanno partecipato 12 squadre di club cinesi e la vittoria finale è andata per la prima volta allo Zhejiang.

## Squadre partecipanti
| - Bayi - Beijing - Chengdu - Hebei - Henan - Hubei | - Jiangsu - Liaoning - Shandong - Shanghai - Sichuan - Zhejiang |

## Premi individuali[1]
| Premio             | Giocatrice  | Squadra  |
| ------------------ | ----------- | -------- |
| MVP                | Shen Qiong  | Shanghai |
| Miglior attaccante | Shi Hairong | Jiangsu  |
| Miglior muro       | Li Hang     | Zhejiang |
| Miglior servizio   | Tang Miao   | Shanghai |
| Miglior allenatore | Wu Wei      | Chengdu  |

## Classifica finale[1]
| Pos | Squadra  |
| --- | -------- |
| 1   | Zhejiang |
| 2   | Shanghai |
| 3   | Liaoning |
| 4   | Bayi     |
| 5   | Jiangsu  |
| 6   | Shandong |
| 7   | Chengdu  |
| 8   | Beijing  |
| 9   | Henan    |
| 10  | Hebei    |
| 11  | Sichuan  |
| 12  | Hubei    |